# کاروان‌سرای ملک (زاهدان)
کاروان‌سرای ملک زاهدان مربوط دوره معاصر و پهلوی اول است و در زاهدان، خ کفعمی، کوچه حافظ، پلاک ۶ واقع شده و این اثر در تاریخ ۲۷ اسفند ۱۳۸۶ با شمارهٔ ثبت ۲۲۲۵۳ به‌عنوان یکی از آثار ملی ایران به ثبت رسیده‌است.